# Shahana Parveen
Kazi Shahana Parveen (ur. 1 lipca 1960) – banglijska strzelczyni, olimpijka. 
Brała udział w Letnich Igrzyskach Olimpijskich 1992 (Barcelona). Startowała w jednej konkurencji, w której zajęła 43. miejsce. 

## Wyniki olimpijskie
| Igrzyska | Konkurencja                | Wynik                     | Miejsce | Źródło |
| -------- | -------------------------- | ------------------------- | ------- | ------ |
| IO 1992  | Karabin pneumatyczny, 10 m | 379 punktów (95-93-98-93) | 43.     | [ 1 ]  |